# Leopold Frankenberger
Leopold Frankenberger, o Frankenreiter[cita requerida] (1818-1912, Graz, Austria) fue, según el militar y abogado Austriaco Hans Frank, el abuelo paterno de Adolf Hitler.
Al solicitar un certificado de nacimiento del padre de Hitler, Alois, tras su nacimiento en 1837, su madre Maria Anna Schicklgruber, quien en aquel entonces contaba con 42 años de edad, declinó mencionar el nombre del padre.  El muchacho fue entonces inscrito como un hijo ilegítimo, y durante los primeros 39 años de su vida, llevó el apellido de su madre, Schicklgruber.  Cinco años después del nacimiento de Alois Maria Anna se casó con Johann Georg Hiedler, quien no reconoció en toda su vida al niño como suyo. El hermano de Johann Georg, Johann Nepomuk Hiedler, también fue uno de los posibles padres. No se formalizó a Johann Georg Hiedler como padre de  Alois Schicklgruber  hasta 1876, 20 años después de la muerte de Johann Georg. El hecho de quien era realmente el abuelo de Adolf Hitler no está del todo claro, aunque por lo general los historiadores consideran a el candidato más probable como uno de los dos hermanos Hiedler.
Hans Frank, el abogado de Hitler, en los juicios de Nuremberg, mostró en el informe que había sido contratado por Hitler para investigar los antecedentes familiares en el año 1930. Frank había encontrado en la base de su investigación, que se indicaba que el padre de Hitler era posiblemente un medio-judío. 
Maria Anna Schicklgruber había trabajado como criada de una familia judía próspera apedillada Frankenberger. El hijo de la familia, de 19 años de edad, Leopold, podría tener en ese momento una embarazada de 42 años de edad, Maria Anna. 
Con el fin de evitar el escándalo en la familia, se pagó una indemnización a Maria Anna hasta que Alois cumplió 14 años. Además, la familia y Maria Anna se contactaron durante años por correspondencia, lo cual es considerado como una de las más importantes pruebas sobre la paternidad de Frankenberger.
Sin embargo Hans Frank consideraba que la alternativa más probable es que el abuelo haya sido Johann Georg Hiedler.
El historiador Werner Maser afirmó que una familia judía que vive en Graz en los años 1800 fue muy poco probable, ya que la zona en aquel entonces era controlada por ley para no permitir la residencia permanente de los Judíos. Además, sobre Leopold Frankenberger o Frankenreiter o de su familia no se han podido encontrar marcas o indicaciones en los libros o registros, por lo que muchos pensaron que Frankenberger era mismo inexistente.
El psicólogo Walter C. Langer, de la Segunda Guerra Mundial, en nombre del perfil psicológico de Hitler, dijo que se puede encontrar en una presunción similar del abuelo de Hitler. Langer dijo que la abuela habría trabajado con una banquera ennoblecida para la familia judía de los Rothschild en lo que se refiere a economía y el padre de Alois habría sido uno de los Rothschild.  Las fuentes de Langer consistían en testimonios de los que han huido de los nazis y declaraciones ex-nazis, el valor de lo que posteriormente ha sido criticado.